# Secrets d'actualité
Secrets d'actualité est une émission de télévision française consacrée à des reportages d'investigation sur des faits divers, sur des affaires politiques et judiciaires ainsi que sur des personnalités. Elle est diffusée sur M6 de mars 2000 à août 2008, puis sur W9 à partir de novembre 2024.

## Historique
(novembre 2024).
Si vous disposez d'ouvrages ou d'articles de référence ou si vous connaissez des sites web de qualité traitant du thème abordé ici, merci de compléter l'article en donnant les références utiles à sa vérifiabilité et en les liant à la section « Notes et références ».

### Création et composition du programme
Créée par Jean-Marie Goix et Guy Lagache, l'émission se consacre à décrypter les grands faits divers (L'affaire du petit Grégory, l'affaire Dutroux, l'affaire Patrick Dils, l'affaire Jacques Mesrine), ainsi que les affaires politiques (le détournement de l'Airbus Alger-Paris d'Air France en 1994), ou des portraits de personnalités controversées (Paul-Loup Sulitzer, Tom Cruise ou Michael Jackson).
Outre la diffusion de reportages, le programme est également composé d'interviews d'invités en plateau.

### Présentation et diffusion
Le tout premier numéro a lieu le 20 mars 2000. Au départ l'émission est diffusée le lundi puis le mardi et le mercredi en première partie de soirée, au rythme de quelques émissions par an. À l'été 2002, M6 décide de la diffuser le dimanche soir, en deuxième partie de soirée. Devant le succès de cette diffusion, elle est maintenue à cette case à la rentrée d'octobre 2002 et diffusée en alternance avec Culture Pub puis Enquête exclusive.
Le plateau et la réalisation de l'émission ont été conçus par Serge Khalfon.
Jusqu'en juin 2006, l'émission est présentée par Laurent Delahousse, qui quitte le programme pour aller sur France 2. Éric Delvaux (journaliste sur France Inter) lui succède le 8 octobre suivant.
Le magazine disparaît de l'antenne en août 2008, mais au vu des bonnes audiences des rediffusions, certains sujets de l'émission sont repris régulièrement dans une autre émission : Enquêtes criminelles : le magazine des faits divers sur W9 (chaîne du groupe M6).
Courant 2024, il est annoncé que Secrets d'actualité sera de retour lors de la saison 2024/2025 sur W9 avec Dominique Tenza à la présentation. Les premiers numéros sont diffusés en première, deuxième et troisième partie de soirée le 13 novembre 2024,.

## Programmation (listes non exhaustives)
La programmation de l'émission est reconstituée à partir des informations trouvées sur le site internet de L'Internaute et de Télé Loisirs.

### Saison1999-2000
- Match VA-OM, l'histoire secrète (diffusé le 20 mars 2000 et le 26 février 2006)
- Mazarine, un secret d'État (diffusé le 20 mars 2000)[9]
- Omar Raddad : un coupable idéal ? (diffusé le 20 novembre 2000 et le 14 juillet 2002)[10]

### Saison2000-2001
- La maternelle de Neuilly : l'histoire secrète d'une prise d'otages (diffusé le 3 avril 2001)[11]
- Coluche président ! un candidat à abattre (diffusé le 3 avril 2001)

### Saison2001-2002
- L'affaire Christine Deviers-Joncour
- Pierre Bérégovoy : mystères autour d'un suicide[12]
- Panique à la Maison Blanche : le président est en danger[13]
- La catastrophe de Furiani[13]
- L'affaire Cons-Boutboul[14]
- Jacques Mesrine, l'homme qui a fait trembler la France (rediffusé le 2 janvier 2005)
- Les zones d'ombre autour de la mort de Lady Diana[15],[16]

### Saison2002-2003
- L'affaire Monica Lewinsky[16]
- l'homme qui a voulu tuer le Président[17]
- Les secrets de Claude Chirac (diffusé le 10 novembre 2002)[18],[19]
- Stéphanie de Monaco (diffusé le 10 novembre 2002)[18],[19]
- Pourquoi Lionel Jospin a perdu
- L'affaire de la tuerie de Nanterre (diffusé le 12 janvier 2003)[19],[20]
- Les secrets d'Arlette Laguiller
- Les secrets de Jean-Marie Le Pen
- Les secrets de George Bush (diffusé le 23 mars 2003)
- Les dernières heures de Lolo Ferrari (diffusé le 26 mai 2003)
- Le bagagiste de Roissy (diffusé le 26 mai 2003 et le 3 août 2003)
- Air Liberté, une affaire d'état ? (diffusé le 15 juin 2003 et le 3 août 2003)

### Saison2003-2004
- L'affaire Marie Trintignant[21]
- L'affaire Drossart / Yves Montand
- La mort du petit Lubin (affaire Guillemot)
- L'accident du Concorde
- Tentative d'assassinat contre Jean-Paul II
- Scientologie : « le mystère des dossiers disparus » (diffusé le 16 novembre 2003)[22]
- Affaire Fauviau : « Poison sur le court » (diffusé le 16 novembre 2003)[22]
- Mort de Vincent Humbert, que s'est il vraiment passé ? (diffusé le 14 décembre 2003)
- La disparition d'Estelle Mouzin
- Charles et Camilla
- L'inquiétant Docteur Shipman
- L'affaire de la Josacine empoisonnée (diffusé le 4 avril 2004 et le 22 janvier 2006)
- Affaire Petit : mais qui a tué les époux Roussel ? (diffusé le 2 mai et le 25 juillet 2004)
- Ayrton Senna : mort en direct (diffusé le 2 mai 2004)
- L'affaire Spaggiari : les dessous du casse du siècle (diffusé le 16 et le 18 mai 2004)
- Le mystère de la mort de Sophie Toscan du Plantier (diffusé le 30 mai 2004)[23]

Succès aidant, l'émission a multiplié ses diffusions, jusqu'à devenir tri-mensuelle en 2004-2006.

### Saison2004-2005
- Les secrets de Michel Polnareff (diffusé le 19 septembre 2004)[24]
- Les reclus de Monflanquin
- L'affrontement Bush / Kerry
- Grégory, 20 ans après (diffusé le 10 octobre 2004 et le 28 août 2005)
- Christophe Rocancourt : orphelin, escroc et playboy (diffusé le 31 octobre 2004)
- Yann Piat, le mystère de la députée assassinée (diffusé le 7 novembre 2004 et le 14 août 2005)
- Le détournement de l'Airbus Paris-Alger (diffusé le 5 décembre 2004)
- Meurtres au Vatican : une étrange affaire (diffusé le 12 et le 15 décembre 2004)
- Les secrets de Michael Jackson (diffusé le 16 janvier 2005)
- Patrick Dils, faux coupable (diffusé le 20 et le 24 février 2005)
- Affaire Schuller-Maréchal : le juge pris au piège (diffusé le 27 février 2005)
- L'affaire Caroline Dickinson
- Michel Fourniret, l'homme aux deux visages (diffusé le 30 janvier 2005)
- Les attentats de Madrid (diffusé le 6 mars 2005)
- L'affaire Flactif (diffusé le 3 avril et le 24 juillet 2005)
- Péroline et Stéphane, Les amants diaboliques (diffusé le 17 et le 21 avril 2005)
- Les secrets du Comte de Paris
- L'affaire Viguier : l’ombre d’un doute (diffusé le 15 mai et le 17 juillet 2005)
- Il y a 20 ans, les attentats de 1995 (diffusé le 22 mai 2005)
- Les secrets de l'Ordre du Temple solaire
- Les secrets de David Beckham
- L'affaire O. J. Simpson (diffusé le 26 juin 2005)
- L'affaire Daniel Fouchard
- TWA 800, l'énigme du vol New-York - Paris (diffusé le 17 juillet 2005)
- Saint-Suaire, les mystères de l'empreinte (diffusé le 24 juillet 2005)
- Les secrets de Paul-Loup Sulitzer (diffusé le 21 août 2005)

### Saison2005-2006
- L'affaire Christian Ranucci (diffusé le 4 septembre 2005)
- La tuerie de Montfort (diffusé le 18 septembre 2005)
- L’inquiétant docteur Maure (diffusé le 25 septembre 2005)
- Géraldine Giraud, Katia Lherbier : l’enquête (diffusé le 2 octobre 2005)
- André Kaas : accusé à tort (diffusé le 16 octobre 2005)
- La mystérieuse disparition du docteur Godard (diffusé le 30 octobre 2005)
- L'affaire Simone Weber : l'énigme (diffusé le 6 novembre 2005)
- Meurtre de Gilles Andruet : échecs et mat (diffusé le 27 novembre 2005)
- Mourmelon : le mystère des disparus (diffusé le 11 décembre 2005)
- Le destin tragique de John Fitzgerald Kennedy Jr. (diffusé le 1er janvier 2006)
- Tom Cruise : l'autre visage (diffusé le 8 janvier 2006)[25]
- L'affaire de la prise d'otages des JO de Munich en 1972 (diffusé le 29 janvier 2006)
- Le mystère Turquin : un enfant a disparu (diffusé le 5 février 2006 et le 13 août 2006)
- Le crash du Mont Sainte-Odile (diffusé le 19 février 2006)
- Le scandale de l'ARC
- Chez Francis : le mystère de la paillote incendiée
- L'affaire Dandonneau (diffusé le 9 avril 2006)
- Marco Pantani : Les mystères de sa mort (diffusé le 9 avril 2006)
- L'affaire Von Bülow : mort par insuline
- L'affaire des disparus de Ramatuelle (diffusé le 22 avril 2006)
- Vérités ou mensonges, les secrets du Da Vinci Code (diffusé le 14 mai 2006)
- Raël : un gourou, une secte et des savants-fous (diffusé en mai 2006)
- Amélie Delagrange : victime du tueur de Londres (diffusé en mai 2006)
- Outreau, comment tout a basculé (diffusé le 10 juin 2006)
- L'affaire de l'empoisonnement de Viktor Iouchtchenko (diffusé le 25 juin 2006)
- L'affaire Barbara Coll (diffusé le 30 juin 2006)
- Une nounou dans le box des accusés (diffusé le 30 juin 2006)

### Saison2006-2007
- Zidane, révélations sur un coup de tête (diffusé le 8 octobre 2006)
- L'affaire du gang des barbares (l'enlèvement d'Ilan Halimi) (diffusé le 22 octobre 2006)
- Duel sur la glace (aux jeux olympiques d'hiver de Lillehammer de 1994)
- L'affaire du Boucher de la Sarthe / affaire Danny Leprince (diffusé le 26 novembre 2006)
- Le crime était presque parfait
- Victor-Emmanuel de Savoie : un prince dans la tourmente (diffusé le 3 décembre 2006 et le 7 décembre 2006)
- Dennis Rader : le serial killer qui défia l'Amérique (diffusé le 12 mars 2007)
- Dalida, secrets et tourments (portrait) (diffusé le 29 avril 2007)
- Maud Louis, la Veuve noire (diffusé le 20 mai 2007)
- Meurtre chez les Simenon (diffusé le 3 et 7 juin 2007)
- Le drame de Columbine : 13 morts au collège (diffusé en août 2007)

### Saison2007-2008
- Meurtre d'Agnès Le Roux : l'amant condamné 30 ans après (diffusé le 15 octobre 2007 et le 4 novembre 2007)
- Alfredo Stranieri, le tueur aux petites annonces (diffusé le 21 octobre 2007)
- Les dessous du casse du siècle (diffusé le 28 octobre 2007)
- Le mystère du meurtre des marais (affaire Clay) (diffusé le 4 novembre 2007)
- Les diaboliques (affaire Villain) (diffusé le 11 novembre 2007 et le 24 août 2008)
- Affaire Leblanc : assassin ou innocent ? (diffusé le 3 février et 10 août 2008)
- L'énigme Anna Maria (it) : l'affaire Grégory à l'italienne (diffusé le 10 février 2008)
- L'empoisonneuse de Bourg-en-Bresse (diffusé le 17 février 2008)
- Noces de sang (diffusé le 30 avril 2008)
- Le mystère de l'homme sans tête (affaire Dufois) (diffusé le 7 mai et 13 juillet 2008)
- L'affaire Alessandri : qui a tué le mari ? (diffusé le 14 mai 2008)
- Meurtre en famille (affaire Baudet) (diffusé le 6 juillet 2008)

### Saison?
- Les soldats de Satan
- Tchernobyl : le mensonge français (diffusé en 2005)
- Meurtre à l'hôpital psy de Pau